# SUBARU硬式野球部
SUBARU硬式野球部（スバルこうしきやきゅうぶ）は、群馬県太田市に本拠地を置き、日本野球連盟に加盟する社会人野球の企業チームである。
ユニホームのマーク・ロゴは同社の自動車部門である「SUBARU」のエンブレム（六連星）を使用している。都市対抗野球大会では、スタンドに現れる巨大な「SUBARU」の旗と内外野を埋め尽くす大応援団が名物となっている。
日立製作所（茨城県日立市）、日本製鉄鹿島（茨城県鹿嶋市）と共に北関東3強の一角を担っている。

## 概要
他の多くの自動車会社と同様、戦後占領後である1953年に富士重工業（現・SUBARU）の硬式野球部として創部。
1957年の都市対抗野球で初出場し、1969年の都市対抗野球では準優勝となった。
1977年の日本選手権で初出場し、1981年の日本選手権では初優勝を果たした。
2006年、16年ぶりの出場となった日本選手権で2度目の優勝を果たした。
2013年の日本選手権、翌2014年の都市対抗野球と2大会連続で決勝進出を果たしたが、どちらの試合にも敗れ準優勝となった。

## 設立・沿革
- 1953年 - 『富士重工業硬式野球部』として創部。
- 1957年 - 都市対抗野球に初出場（初戦敗退）。
- 1969年 - 都市対抗野球で準優勝。
- 1977年 - 日本選手権に初出場（初戦敗退）。
- 1981年 - 日本選手権で初優勝。
- 2006年 - 日本選手権で2度目の優勝。
- 2013年 - 日本選手権で準優勝。
- 2014年 - 都市対抗野球で準優勝。
- 2017年 - 『SUBARU硬式野球部』に改名。

## 主要大会の出場歴・最高成績
- 都市対抗野球大会：出場29回、準優勝2回（1969、2014年）
- 社会人野球日本選手権大会：出場17回、優勝2回（1981、2006年）、準優勝1回（2013年）
- JABA東京スポニチ大会：優勝2回（2010、2015年）
- JABA静岡大会：優勝2回（1981、1988年）
- JABAベーブルース杯争奪大会：優勝2回（1973、1974年）
- JABA大阪大会：優勝2回（1986、1994年）
- JABA長野県知事旗争奪野球大会：優勝1回（1990年）
- JABA日立市長杯選抜野球大会：優勝3回（2004、2006、2025年）
- JABA高山市長旗・飛騨市長杯争奪高山大会：優勝1回（2007年）

## 主な出身プロ野球選手
- 石幡信弘（投手） - 1969年ドラフト5位で大洋ホエールズに入団
- 皆川康夫（投手） - 1970年ドラフト5位で東映フライヤーズに入団
- 野崎恒男（投手） - 1971年ドラフト1位で南海ホークスに入団
- 伊藤正信（投手） - 1972年ドラフト2位で南海ホークスに入団
- 柴田民男（投手） - 退団後、1976年ドラフト外で大洋ホエールズに入団
- 橋本敬司（投手） - 1981年ドラフト4位で読売ジャイアンツから指名を受け、翌1982年シーズン終了後に入団
- 谷良治（投手） - 1983年ドラフト外で阪急ブレーブスに入団
- 井場友和（投手） - 2000年ドラフト1位で日本ハムファイターズに入団
- 髙谷裕亮（捕手） - 退団後、白鷗大学に進学し、2006年大学生・社会人ドラフト3位で福岡ソフトバンクホークスに入団
- 鬼崎裕司（内野手） - 2007年大学生・社会人ドラフト3位で東京ヤクルトスワローズに入団
- 東明大貴（投手） - 2013年ドラフト2位でオリックス・バファローズに入団
- 西村凌（捕手） - 2017年ドラフト5位でオリックス・バファローズに入団
- 弓削隼人（投手） - 2018年ドラフト4位で東北楽天ゴールデンイーグルスに入団

## 元プロ野球選手の競技者登録
- 西嶋一記（元：ロサンゼルス・ドジャースマイナー） - 投手（2015年・2016年。現明治大学硬式野球部コーチ）熊本ゴールデンラークスより移籍

## かつて在籍した選手・コーチ・監督
- 阿部次男（投手） - 投手（1991年～2011年）→ヘッドコーチ（2013年～2017年6月）→監督（2017年7月～2019年6月）
- 平井英一（投手） - 投手（2002年～2014年）→投手コーチ（2015年～2018年）
- 斎藤義典（投手） - 投手（1998年～2002年）　※近鉄バファローズからの1996年ドラフト5位指名を拒否。
- 林稔幸（外野手） - 外野手（2002年～2019年）→ヘッドコーチ（2022年～2024年）